# 凹乳芹
凹乳芹（学名：Vicatia coniifolia）为伞形科凹乳芹属的植物。分布于巴基斯坦、印度、尼泊尔以及中国大陆的四川、云南、西藏等地，生长于海拔3,000米至4,700米的地区，一般生于沟边、草地、山坡和草丛中，目前尚未由人工引种栽培。